# Clay Center (Ohio)
Clay Center è un villaggio degli Stati Uniti d'America, situato nello stato dell'Ohio, nella contea di Ottawa.